# Puebla de San Miguel
Puebla de San Miguel är en kommun i Spanien.   Den ligger i provinsen Província de València och regionen Valencia, i den östra delen av landet, 220 km öster om huvudstaden Madrid.